# 阿圖奧納
阿圖奧納（Atuona）是南太平洋法屬波利尼西亞馬克薩斯群島希瓦瓦島的主要城市，也是該島的首府，位於該島西南海岸的阿圖奧納灣，距離阿圖奧納機場4.5公里，該地有機場設施，2012年人口1,839人。
9°48′11″S 139°2′23″W / 9.80306°S 139.03972°W